# Klaus Gruner
Klaus Gruner (Frankenhausen, 22 de agosto de 1952) é um ex-handebolista alemão oriental, foi campeão olímpico.
Klaus Gruner fez parte do elenco campeão olímpico de 1980, ele jogou seis partidas e anotou três gols.

## Títulos
- Jogos Olímpicos:
  - Ouro: 1980